# Michel Jordan
Pour les articles homonymes, voir Jordan.
Michel Jordan est un musicien, organiste et chef de chœur vaudois.

## Biographie
Michel Jordan est originaire du Nord vaudois, où il vit et travaille depuis sa naissance. Dès l'âge de sept ans, il suit des cours de piano et chante en parallèle dans une maîtrise d'enfants. Ce partage dès l'enfance entre clavier et musique chorale forme l'univers musical dans lequel il ne cessera de s'épanouir. Passé par l'école normale, il enseigne au collège de Vuiteboeuf entre 1971 et 1973, avant de se consacrer définitivement à la musique. Michel Jordan suit ainsi des cours de direction de chœur avec Philippe Caillard, en Angleterre et en Espagne, et s'inspire des interprétations de Michel Corboz ou d'André Charlet pour faire passer son approche d'une œuvre. Il découvre l'orgue à quatorze ans, sous la conduite d'Auguste Gonvers, organiste à Orbe. Il étudie encore cet instrument au Conservatoire de Lausanne avec André Luy, et obtient sa virtuosité à l'âge de 28 ans.
Michel Jordan n'a jamais cessé de pratiquer la musique chorale. Dans les années 1960, il fonde un quatuor de spirituals avec trois de ses amis des Jeunes Paroissiens. Le quatuor accueille vite des dames et devient, dès 1968, la Maîtrise d'Orbe. Michel Jordan la dirige jusqu'en 1979, dirigeant des œuvres de Telemann, Mozart ou Buxtehude. Le succès attire de nombreux chanteurs de la région d'Orbe et c'est tout naturellement que le chœur devient une entité régionale: l'Ensemble vocal du Nord vaudois (EVONOVA). Premier prix au concours de Charmey en 1994, prix d'excellence au Festival de Tours en 1996, l'EVONOVA remporte même quelques succès internationaux. Enfin, Michel Jordan revient à l'enseignement vers la quarantaine, en tant que professeur de musique au Gymnase du Nord vaudois, au Gymnase Auguste Piccard et à la Haute école pédagogique.
Successeur d'Auguste Gonvers à l'orgue d'Orbe jusqu'en 1972, Michel Jordan est depuis titulaire de l'orgue de l'abbatiale de Romainmôtier. Il vit dans la bourgade médiévale et y officie également comme chef de chœur de la Chapelle Vocale, qui succède à l'EVONOVA. Il est également organiste à Saint-Loup et à Bochuz. Pour l'anecdote, il officia comme organiste au mariage de Diana Ross à Romainmôtier en 1986.

## Sources
- « Michel Jordan », sur la base de données des personnalités vaudoises sur la plateforme « Patrinum » de la Bibliothèque cantonale et universitaire de Lausanne.
- "Trompette et orgue à Romaintmôtier", Feuille d'avis de Lausanne, 1976/09/01, p. 1976
- "Importante cérémonie au temple de Romainmôfier CULTE ET CONCERT EN DÉDICACE DU NOUVEL ORGUE", Feuille d'avis de Lausanne, 1972/10/16, p. 21
- Devallonné, Alain, "Michel Jordan: organiste et chef de chœur", A l'unisson, 2008/05, p. 21-25.